# Karl August, Prinț de Nassau-Weilburg
Karl August (n. 17/27 septembrie 1685, Weilburg, Hessa, Germania – d. 9 noiembrie 1753, Weilburg, Hessa, Germania) a fost Prinț de Nassau-Weilburg din 1719 până în 1753.
El a fost al doilea fiu al contelui Johann Ernst de Nassau-Weilburg și a Mariei Polixena de Leiningen-Dagsburg-Hartenburg. În tinerețe a lucrat ca diplomat pentru Saxonia; pentru un timp a fost ambasador saxon la Paris. Și-a succedat tatăl ca Prinț la 27 februarie 1719.
În 1733 și 1734, el a comandat trupele imperiale ca general imperial de cavalerie.
Karl August a murit în 1753 și a fost înmormântat la capela din Weilburg. A fost succedat de fiul său, Karl Christian.

## Descendenți
Karl August s-a căsătorit la 17 august 1723 la Wiesbaden cu Prințesa Augusta Frederika Wilhelmina de Nassau-Idstein (1699–1750), fiica contelui Georg August de Nassau-Idstein. Cuplul a avut următorii copii:
- Henrietta Maria Dorothea (1724-1724)
- Henrietta Augusta Frederica (1726–1757)
- Christiana Louise (1727-1727)
- Polixena Louise Wilhelmina (1728–1732)
- Christiana Louise Charlotte (1730–1732)
- Louise Polixena (27 ianuarie 1733 - 27 septembrie 1764); s-a căsătorit cu Prințul Simon August de Lippe-Detmold
- Karls Christian (1735–1788); s-a căsătorit prima dată în 1760 cu Prințesa Wilhelmine Carolina de Orania-Nassau fiica lui Willem al IV-lea, Prinț de Orania (1743-1787). A doua oară s-a căsătorit în 1788 cu Barbara Giessen de Kirchheim.

1. ↑  Karl August Fürst von Nassau-Weilburg, The Peerage, accesat în 9 octombrie 2017
2. ↑  The Peerage